# NGC 4286
NGC 4286 је лентикуларна галаксија у сазвежђу Береникина коса која се налази на NGC листи објеката дубоког неба.
Деклинација објекта је + 29° 20' 44" а ректасцензија 12h 20m 42,1s. Привидна величина (магнитуда) објекта NGC 4286 износи 13,6 а фотографска магнитуда 14,5. NGC 4286 је још познат и под ознакама IC 3181, UGC 7398, MCG 5-29-65, CGCG 158-83, KUG 1218+296, PGC 39846.